# Jatov
Jatov (hongarès Jattó) és un poble i municipi d'Eslovàquia que es troba a la regió de Nitra, al sud-oest del país. El 2020 tenia 721 habitants.
El municipi actual es va crear el 1952 en incorporar els barris de Dolný Jatov, Malý Jatov, Čierny vršok i Kendereš del poble de Tvrdošovce.

## Història

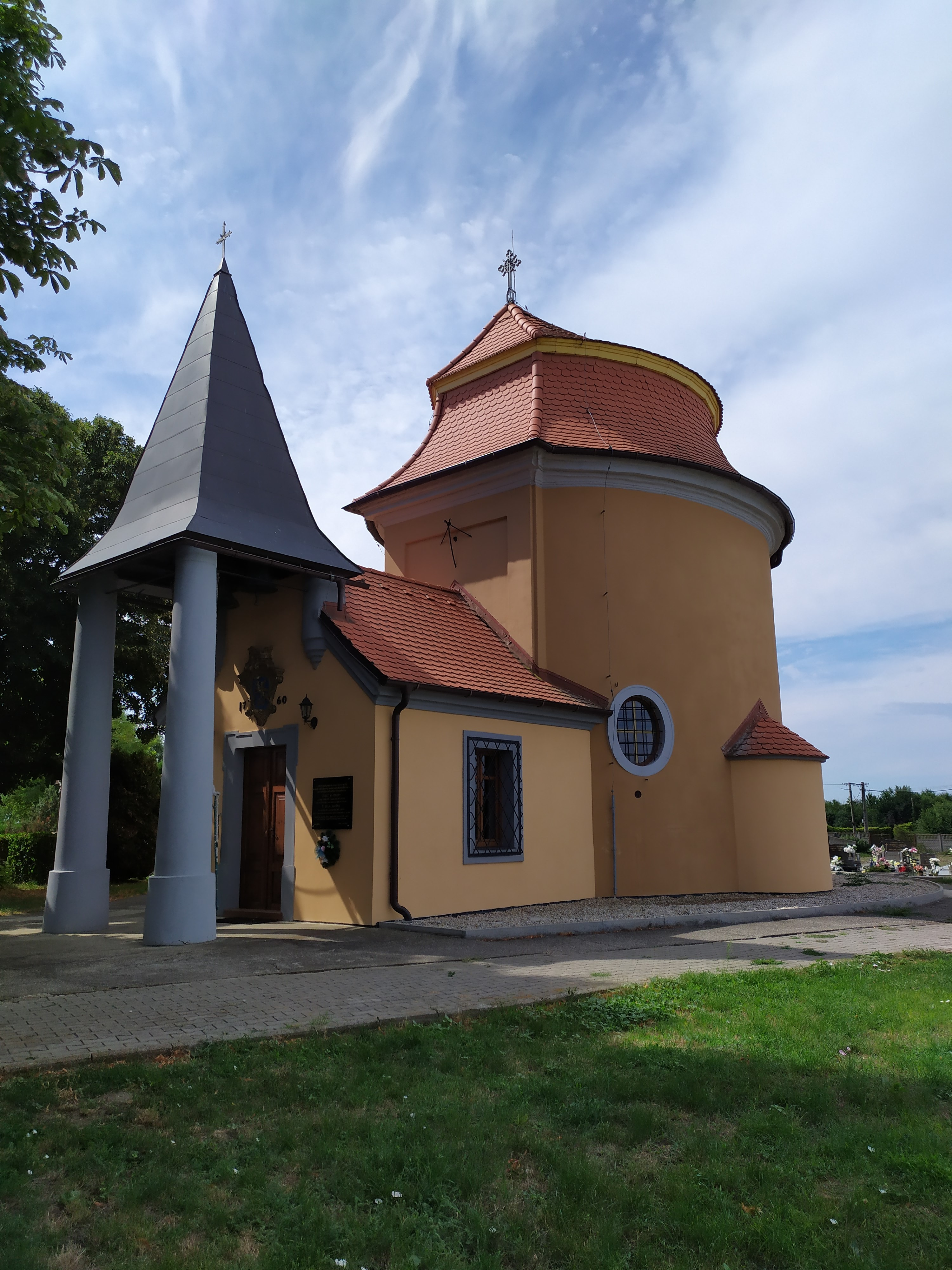
Capella de sant Vendelí

Hi ha traces d'un camp romà. La primera menció escrita de la vila es remunta al 1236. Fins a la fi de la Primera Guerra Mundial i de 1938 a 1945, en aplicació del primer arbitratge de Viena, pertanyia al Regne d'Hongria.

## Demografia
| Godina             | 1994 | 2004   | 2014   | 2024   |
| ------------------ | ---- | ------ | ------ | ------ |
| Nombre de persones | 772  | 784    | 780    | 713    |
| Diferència         |      | +1,55% | −0,51% | −8,58% |

| Godina             | 2023 | 2024   |
| ------------------ | ---- | ------ |
| Nombre de persones | 711  | 713    |
| Diferència         |      | +0,28% |

## Llocs d'interés
- Capella de sant Vendelí del 1760